# Life Among the Gorillas
Life Among the Gorillas är det sjuttonde avsnittet av första säsongen av TV-serien How I Met Your Mother. Det hade premiär på CBS den 20 mars 2006.

## Sammandrag
Marshall får praktik på Barneys företag och försöker passa in genom att bli mer "grabbig". 

## Handling
Marshall börjar sin praktik på kontoret där Barney arbetar - trots att han barndomens möte med en antropolog som levt tillsammans med gorillor har velat arbeta med miljöfrågor. Han stör sig på de andra juristerna och deras grabbiga jargong. De retar honom bland annat för att Lily skickar med honom lunch. Marshall är redo att sluta efter första dagen, men Barney argumenterar att han kan göra Lily lyckligare genom att ha en högre inkomst. För att lättare hantera kollegorna föreslår Barney att Marshall beter sig mer som de gör. 
Marshall satsar på att vara en annan person på arbetet. Han försöker se det som en antropoligisk studie, som att han lever med gorillorna. Han tränas av Barney att agera på rätt sätt och vinner deras respekt. Lily blir missnöjd när hans nya personlighet börjar spilla över på livet i hemmet. Hon går dock med på att följa med honom till en karaokebar. 
På baren tackar Marshall ja till att arbeta på företaget, till Lilys stora besvikelse. De pratar om huruvida han har gett upp sina värderingar eller om han bara vill arbeta där ett par år för att tjäna pengar och ge Lily ett bättre liv. Hon försäkrar honom om att hon redan har ett tillräckligt bra liv med honom och de sjunger sin favoritsång på karaokescenen tillsammans.
Ted kämpar under tiden med sitt långdistansförhållande med Victoria. När hon skickar flera paket med presenter känner han sig skyldig för att han inte har skickat något. Han ber Robin om råd. Victoria skickar e-post om att de behöver prata under kvällen. Han oroar sig för att hon kommer att göra slut med honom. När det har blivit sent på kvällen har hon fortfarande inte ringt. I stället ringer Robin och frågar om han vill komma över till hennes lägenhet.

## Popkulturella referenser
- Antropologen Aurelia Birnholz-Vazquez påminner om Jane Goodall, som under lång tid arbetade nära schimpanser och senare engagerade sig i djurrättsfrågor.
- Marshalls kollegor ber honom göra olika val: Jessica Alba eller Jessica Simpson, Angelina Jolie i rullstol eller Scarlett Johansson utan armar samt bland de fyra huvudkaraktärerna i Pantertanter.
- Barney sjunger karaoke till "Dirty Deeds Done Dirt Cheap" av AC/DC.
- Marshall och Lily sjunger karaoke till "Don't Go Breaking My Heart" av Elton John & Kiki Dee.
- Marshall föreslår att han kan sjunga karaoke till "Iron Man" av Black Sabbath.
- Historien som Marshall berättar för sina kollegor har stora likheter med historien som Tim Roth övar in och berättar för Joe Cabot i filmen De hänsynslösa.